# Coalescenza

Rappresentazione del fenomeno di coalescenza di due bollicine o goccioline immerse in un altro fluido (liquido o gas).

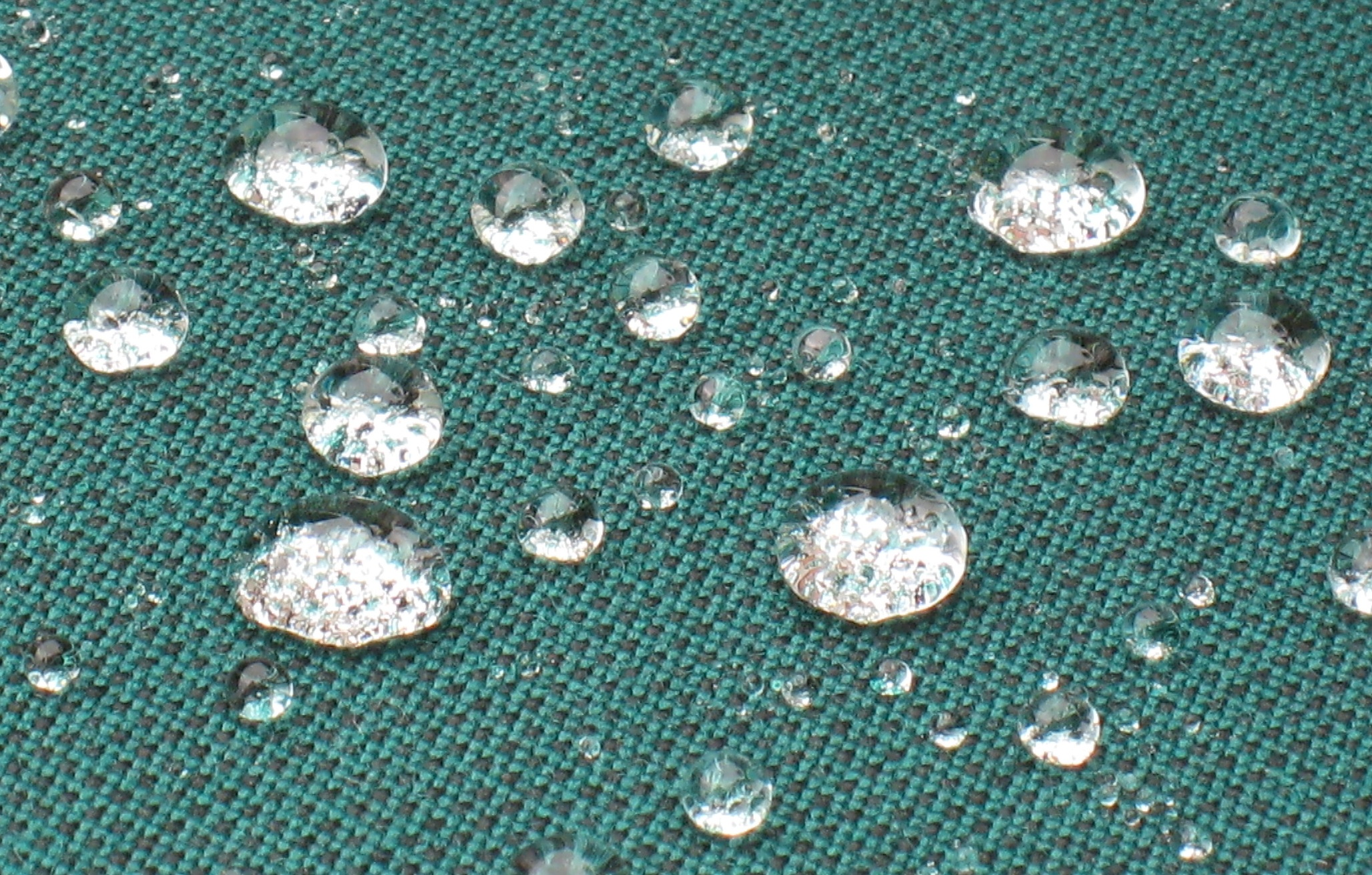
Gocce di pioggia su un tessuto. Le più grandi hanno subìto la coalescenza

La coalescenza è il fenomeno chimico-fisico attraverso il quale le gocce di un liquido, le bollicine di un aeriforme, o le particelle di un solido si uniscono per formare delle entità di dimensioni maggiori.
In particolare, il volume dell'entità risultante è pari alla somma dei volumi delle singole entità di partenza, mentre l'area della superficie dell'entità risultante è minore della somma delle aree delle superfici delle singole entità. Ciò vuol dire che la coalescenza comporta una diminuzione dell'area totale relativa alle superficie dell'interfaccia che separa le due fasi (la fase dispersa, costituita dalle entità che coalescono, e la fase continua, in cui tali entità sono immerse). Ciò comporta una diminuzione dell'energia legata alla tensione superficiale e quindi un abbassamento dell'energia totale del sistema, per cui, dal punto di vista termodinamico, la coalescenza è un processo spontaneo (cioè, per svolgersi, non necessita di apporto energetico a spese dell'ambiente).

## Esempi
Un esempio pratico riguarda la coalescenza delle gocce di olio in acqua. Per osservare tale fenomeno, si mettono nello stesso contenitore acqua e un po' di olio; tali liquidi sono tra loro immiscibili, per cui all'equilibrio formano una miscela bifase, in cui la fase oleosa forma uno strato di liquido sopra lo strato di acqua (l'olio sta sopra a causa del peso specifico inferiore a quello dell'acqua).

Agitando energicamente questa miscela bifase, l'olio si disperde nell'acqua sotto forma di minutissime goccioline; quando l'agitazione cessa, tali goccioline tendono a risalire nuovamente verso l'alto, e durante la loro risalita in superficie manifestano la coalescenza, fino a riformare un unico strato liquido.
Un altro esempio è la coalescenza delle minutissime gocce di acqua trasportate dalle nubi con la conseguente formazione di pioggia.

## Applicazioni

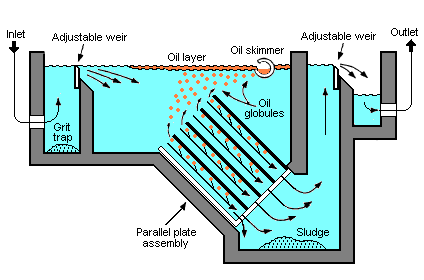
Schema di funzionamento di un separatore acqua-olio che sfrutta il fenomeno della coalescenza.

Un esempio di applicazione dell'effetto della coalescenza è costituito dai cosiddetti filtri a coalescenza, utilizzati, ad esempio, nei circuiti di mandata dei compressori frigoriferi per ottenere la separazione dell'olio dal fluido refrigerante.
La coalescenza delle gocce di olio avviene in qualsiasi condizione ambientale, ma viene amplificata da piani verticali o orizzontali alveolati.
I separatori per coalescenza vengono sfruttati per la filtrazione e la depurazione di gas contaminati da olio lubrificante.